# Д-р Лакра
Д-р Лакра (Dr. Lakra, настоящее имя Джеронимо (Херонимо) Лопес Рамирес, исп. Jerónimo López Ramírez; род. 1972) — современный мексиканский художник. Сын художника Франсиско Толедо и антрополога и поэтессы Элизы Рамирес Кастаньеды; брат поэтессы Наталии Толедо и концептуальной художницы Лауреаны Толедо. 

## Творчество
Орлы, черепа и перекрещенные кости, паутина, демоны, летучие мыши, звезды, змеи, розы, русалки, борцы, цепи, колючая проволока, пин-ап модели, богоматери - субкультура татуировки и её образы занимают центральное место в работах Д-р Лакра. Это мексиканский художник-татуировщик, который с конца 1990-х начал выставлять свои рисунки – на бумаге, дереве, найденных объектах, стенах и, конечно же, коже. Его наиболее известные работы – рисунки, сделанные на пожелтевших обложках мексиканских журналов 1950-х годов. Д-р Лакра также наносит свои изображения на семейные портреты, рекламу, японские гравюры и анатомические иллюстрации. В ностальгической манере Д-р Лакра смешивает высокое и низкое, внося в искусство чувственность и символизм татуировок. В последнее время художник расширил свой диапазон, работая с различными медиа, создавая автономные изображения и граффити, а также коллажи с использованием волос и засушенных насекомых.

## Персональные выставки
- 2006 Dr Lakra, Kate MacGarry, London (England)
- 2003 Dr Lakra, Kate MacGarry, London (England)